# 日立市民運動公園陸上競技場
日立市民運動公園陸上競技場（ひたちしみんうんどうこうえんりくじょうきょうぎじょう）は、茨城県日立市にある陸上競技場。

## 施設の歴史
- 1974年に茨城県で行われた第19回国民体育大会・サッカー大会の会場として開場。
- 1982年日本陸上競技連盟公認第3種競技場に指定。
- 1989年日立市の50周年記念としてメインスタンドの座席化を行う
- 1993年トラックを全天候のものにする。

## 施設概要
- 日本陸連第3種公認競技場
- トラック8レーン
- 天然芝フィールド
- 8,464人収容（メインスタンド:座席、バックスタンド・コーナースタンド:芝生席）

## Jリーグ公式試合の開催
2000年、J2リーグに昇格した水戸ホーリーホックの準本拠地として主催ホームゲームを行った。これは当時の本来の本拠地である笠松運動公園陸上競技場（那珂市・ひたちなか市・東海村を境にする場所にある）が2002年の全国高等学校総合体育大会（インターハイ）で使われることに伴う全面改修を施していたため使用できなかったことに伴う処置だった。
このうち、J2に降格した浦和レッドダイヤモンズ戦となる水戸主催2試合もここで行われ、定員にほぼ近い6,000人以上のファンで賑わっていたが、その多くが浦和市（当時）から駆けつけたり、あるいは三菱自工関係者等のレッズの応援団だったという。
また、芝生の状態が当時は思わしくなかったため、一部からその芝生の手入れに批判が集まったといわれる
2001年以後は同地でのJリーグ開催は行われていなかったが2007年9月30日、ベガルタ仙台戦となる主催試合が開催された。